# パッシングゴール
パッシングゴールは、日本の競走馬。1972年の新潟記念、関屋記念に優勝。同年秋の天皇賞における大逃げ戦法でも知られている。

## 経歴

### 重賞勝利まで
長距離適性の高さで知られるヴィミーを父に、ソロナウェー産駒のヤマニンウエーを母に持つパッシングゴールは、1966年6月3日に誕生した。
1968年7月13日にデビューしたパッシングゴールは、3歳時6戦1勝・4歳時17戦1勝と、クラシック競走には縁の無い競走生活を送る。古馬となった5歳時（1970年）は15戦して福永洋一の手による2勝だけで条件戦から抜け出せず、翌6歳時（1971年）も新田幸春との新コンビで4勝を挙げたものの、重賞勝利はなかった。
しかし7歳時の1972年夏に本格化する。遠征先の新潟開催の新潟記念で優勝し、54戦目の格上挑戦で重賞初勝利を挙げた。これでオープンクラスに定着すると、次走の新潟日報賞では前走で退けたナスノカオリ（桜花賞優勝馬）の3着に入り、続く関屋記念を5番人気で勝利して重賞2勝目を挙げた。なお関屋記念では10番人気のサンヨウコウが2着に入り、連勝複式は187倍という高配当となった。

### 第66回天皇賞
秋シーズンに入り、緒戦のオープン戦5着を経て第66回天皇賞に出走した。出走メンバーには八大競走優勝馬が不在であったが、夏のローカル重賞2勝というパッシングゴールの実績は重視されず、関西所属馬という事もあり、15頭立て8番人気という低評価であった。
レースではスタート直後に隣枠のオウジャが鞍ズレを起こし、古賀正俊が落馬。このアクシデントの間にパッシングゴールは一気に先頭に立ち、そのまま他馬を引き離した。新田はかねて腹案としていた大逃げ戦法に出て、後続に20馬身以上の差を付け1週目のゴール板を通過した。そこからさらにリードを拡げ、向正面では最大30 - 40馬身という大差を付けて逃げ続けた。この展開に、後方14番手に控えていた福永洋一騎乗のヤマニンウエーブが向正面から仕掛ける。最後の直線では最内を逃げるパッシングゴールと大外を追い込むヤマニンウエーブ、さらに中団から伸びた加賀武見騎乗のカツタイコウの競り合いとなったが、最後はヤマニンウエーブがクビ差先着し、パッシングゴールは2着に終わった。勝ったヤマニンウエーブは7番人気でパッシングゴールが8番人気、また同枠の馬も揃って人気薄だったため、連勝複式は10,210円という、天皇賞史上初の万馬券となった。

### その後
その後は天皇賞での走りが評価され有馬記念に出走したが、この年の年度代表馬・イシノヒカルの前に10着惨敗に終わった。
翌1973年も現役を続けたが、3戦未勝利でパッシングゴールは競走馬を引退した。

## 血統表
| パッシングゴールの血統（*は海外産の日本輸入馬） | パッシングゴールの血統（*は海外産の日本輸入馬）      | パッシングゴールの血統（*は海外産の日本輸入馬） | （血統表の出典）  | （血統表の出典）  |
| 父系                                            | セントサイモン系                                     | セントサイモン系                                | セントサイモン系  |                   |
| 父 *ヴィミー Vimy 1952 黒鹿毛 フランス          | 父の父Wild Risk 1940 鹿毛 フランス                   | Rialto                                          | Rabelais          | Rabelais          |
| 父 *ヴィミー Vimy 1952 黒鹿毛 フランス          | 父の父Wild Risk 1940 鹿毛 フランス                   | Rialto                                          | La Grelee         |                   |
| 父 *ヴィミー Vimy 1952 黒鹿毛 フランス          | 父の父Wild Risk 1940 鹿毛 フランス                   | Wild Violet                                     | Blandford         | Blandford         |
| 父 *ヴィミー Vimy 1952 黒鹿毛 フランス          | 父の父Wild Risk 1940 鹿毛 フランス                   | Wild Violet                                     | Wood Violet       |                   |
| 父 *ヴィミー Vimy 1952 黒鹿毛 フランス          | 父の母Mimi 1943 鹿毛 フランス                        | Black Devil                                     | Sir Gallahad      | Sir Gallahad      |
| 父 *ヴィミー Vimy 1952 黒鹿毛 フランス          | 父の母Mimi 1943 鹿毛 フランス                        | Black Devil                                     | La Palina         |                   |
| 父 *ヴィミー Vimy 1952 黒鹿毛 フランス          | 父の母Mimi 1943 鹿毛 フランス                        | Mignon                                          | Epinard           | Epinard           |
| 父 *ヴィミー Vimy 1952 黒鹿毛 フランス          | 父の母Mimi 1943 鹿毛 フランス                        | Mignon                                          | Mammee            |                   |
| 母 ヤマニンウェー 1960 黒鹿毛 日本              | 母の父*ソロナウェー Solonaway 1946 鹿毛 アイルランド | Solferino                                       | Fairway           | Fairway           |
| 母 ヤマニンウェー 1960 黒鹿毛 日本              | 母の父*ソロナウェー Solonaway 1946 鹿毛 アイルランド | Solferino                                       | Sol Speranza      |                   |
| 母 ヤマニンウェー 1960 黒鹿毛 日本              | 母の父*ソロナウェー Solonaway 1946 鹿毛 アイルランド | Anyway                                          | Grand Glacier     | Grand Glacier     |
| 母 ヤマニンウェー 1960 黒鹿毛 日本              | 母の父*ソロナウェー Solonaway 1946 鹿毛 アイルランド | Anyway                                          | The Widow Murphy  |                   |
| 母 ヤマニンウェー 1960 黒鹿毛 日本              | 母の母クリフエン 1946 栗毛 日本                      | *月友                                           | Man o'War         | Man o'War         |
| 母 ヤマニンウェー 1960 黒鹿毛 日本              | 母の母クリフエン 1946 栗毛 日本                      | *月友                                           | *星友             |                   |
| 母 ヤマニンウェー 1960 黒鹿毛 日本              | 母の母クリフエン 1946 栗毛 日本                      | テイフイン                                      | *クラックマンナン | *クラックマンナン |
| 母 ヤマニンウェー 1960 黒鹿毛 日本              | 母の母クリフエン 1946 栗毛 日本                      | テイフイン                                      | *サンダービー     |                   |
| 母系(F-No.)                                     | (FN:8-k)                                             | (FN:8-k)                                        | (FN:8-k)          |                   |
| 5代内の近親交配                                 | アウトブリード                                       | アウトブリード                                  | アウトブリード    |                   |